# Louisa (Virginia)
Louisa város az USA Virginia államában. Lakosainak száma 1987 fő (2020. április 1.).

## Népesség
A település népességének változása:
| Lakosok száma | 1401 | 1555 | 1987 |
|               | 2000 | 2010 | 2020 |